# Rue Euler
Pour les articles homonymes, voir Euler (homonymie).
La rue Euler est une rue de Paris située dans le 8e arrondissement dans le quartier des Champs-Élysées.

## Situation et accès
Elle est située dans le quartier où ont été groupés des noms d'astronomes.
Le quartier est desservi par la ligne 1 à la station George V.

## Origine du nom

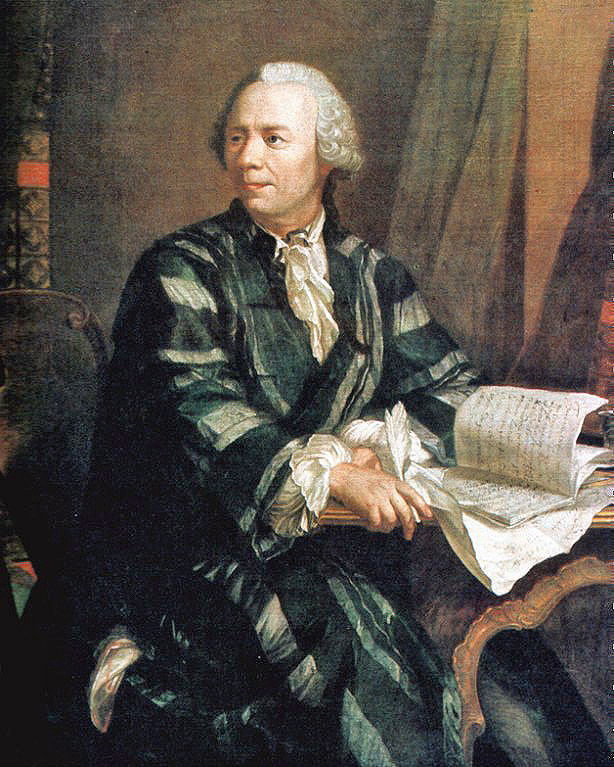
Léonard Euler.

Elle porte le nom du mathématicien et astronome suisse Léonard Euler (1707-1783).

## Historique
Cette voie ouverte par un décret du 7 août 1865, prend sa dénomination actuelle par un arrêté du 2 mars 1867 en même temps que la rue François-Ier sur l'emplacement de l'ancien hospice Sainte-Périne. 

## Bâtiments remarquables et lieux de mémoire
- No 6 : délégation de la Communauté flamande.
- No 7 : immeuble de bureaux élevé à l'emplacement de l'ancien hôtel du baron David Emmanuel Leonino (1864-1936), ingénieur spécialiste des mines d'or, fondateur du groupe Leonino-Balzac et grand collectionneur, dont la femme était née Bertha Juliette de Rothschild (1870-1896), décédée lors d'un accident de chasse, fille de Gustave de Rothschild[1].
- No 8 : hôtel particulier acquis en 1894 par Olympe Hériot et sa femme née Cyprienne Dubernet. Après que celle-ci a déménagé en 1903, il est habité par son fils aîné, Auguste-Olympe Hériot. En 1910, c'est la résidence de M. J. Lacourte[1]. Devenu siège de la Banque du Bosphore, il est racheté en 2007 par Euler Hermes, déjà propriétaire de l'immeuble du no 1.
- No 12 : hôtel particulier en brique et pierre de style Louis XIII. Abrite la Fédération du commerce et de la distribution (FCD) et ECR France (Efficient Consumer Response).
- No 14 : hôtel particulier de style Renaissance ayant appartenu à M. F. C. Lawrance en 1910[1]. Siège du Conseil départemental de la ville de Paris de l'Ordre des médecins.
- No 16 : immeuble d'habitation élevé à l'emplacement de l'ancien hôtel de Mme de Francisco-Martin (en 1910)[1].
- No 20 : ambassade du Malawi.

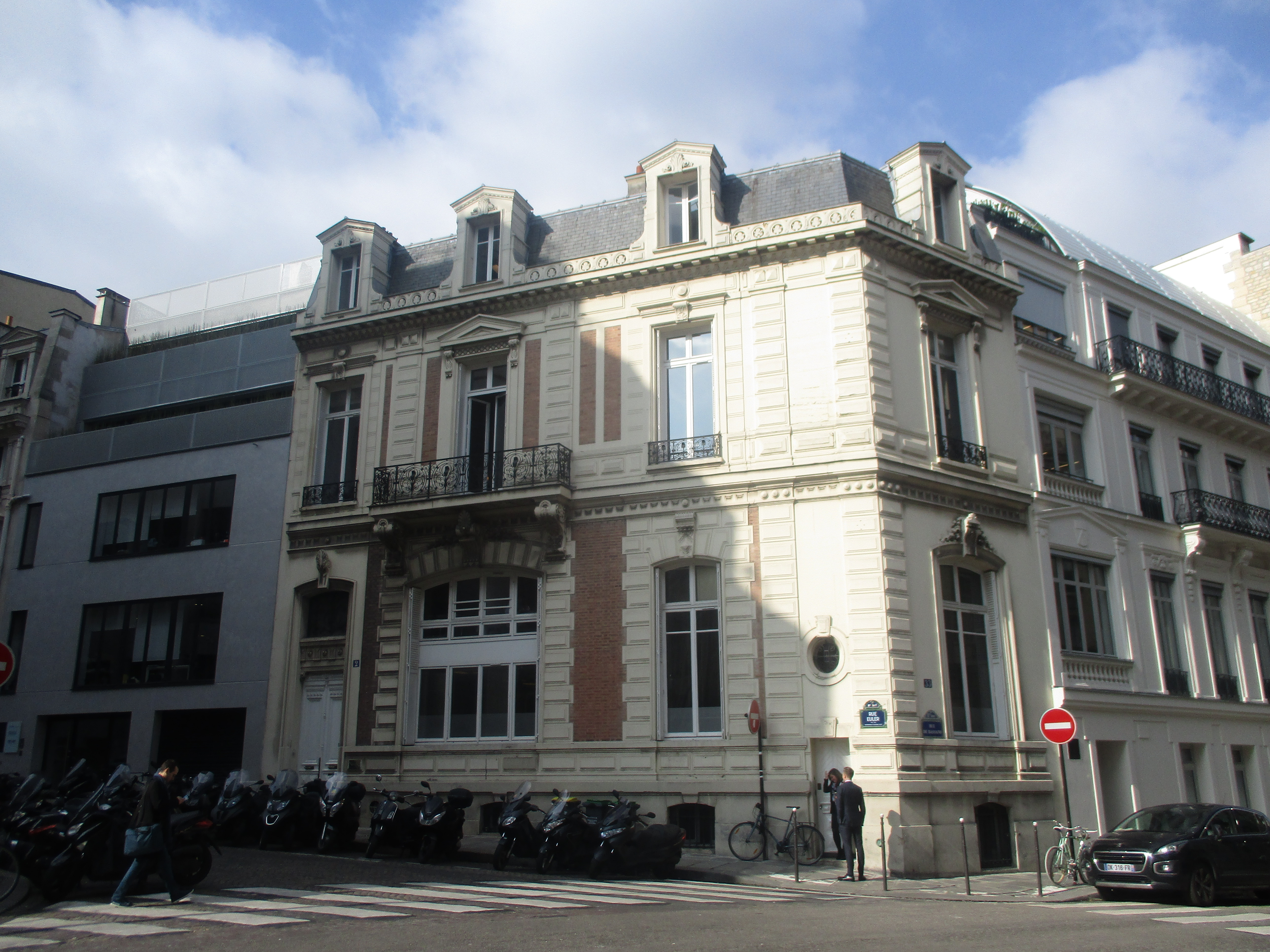
Hôtel particulier au 2, rue Euler, au coin de la rue de Bassano.
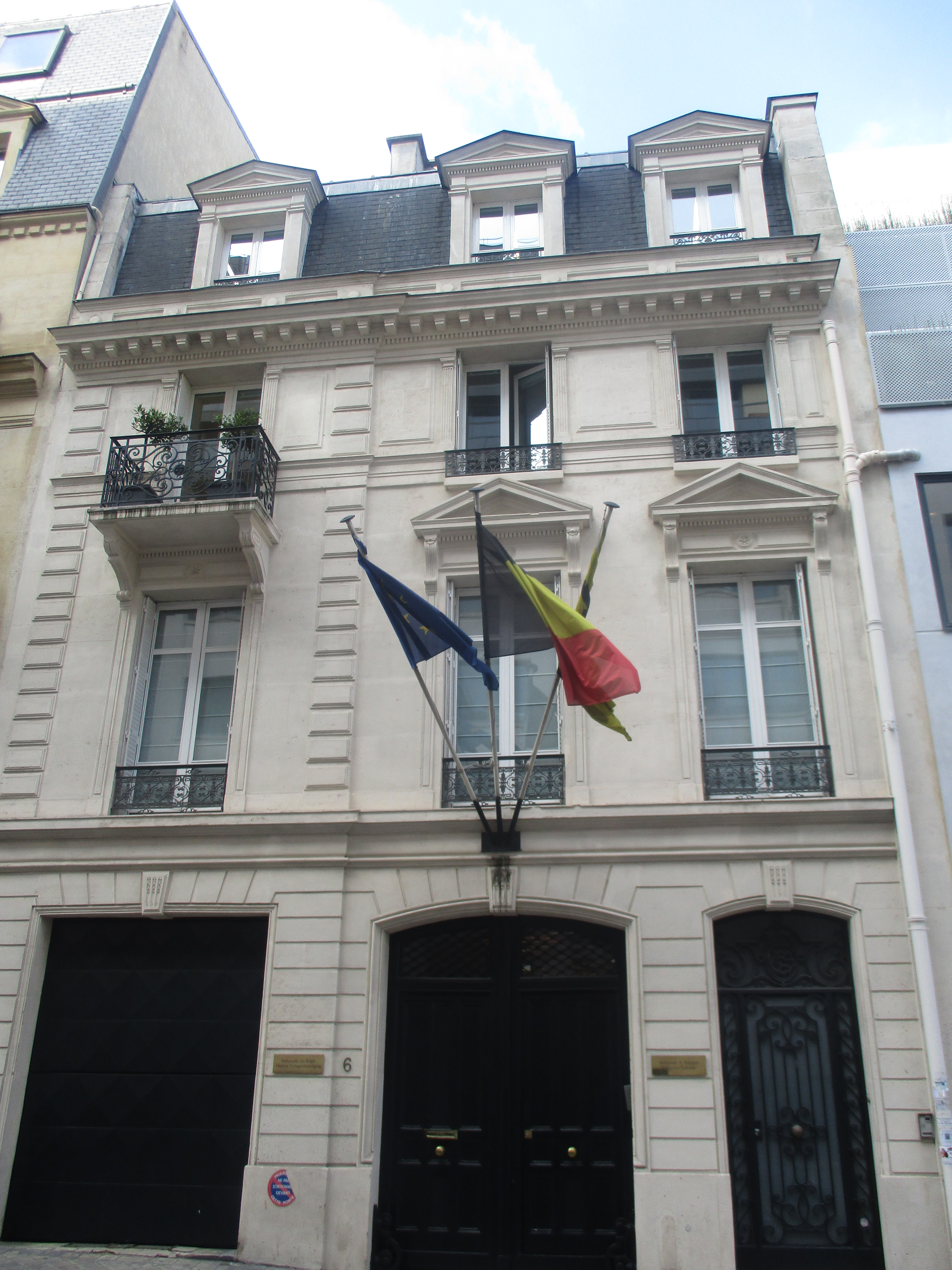
No 6 : délégation flamande de Belgique.
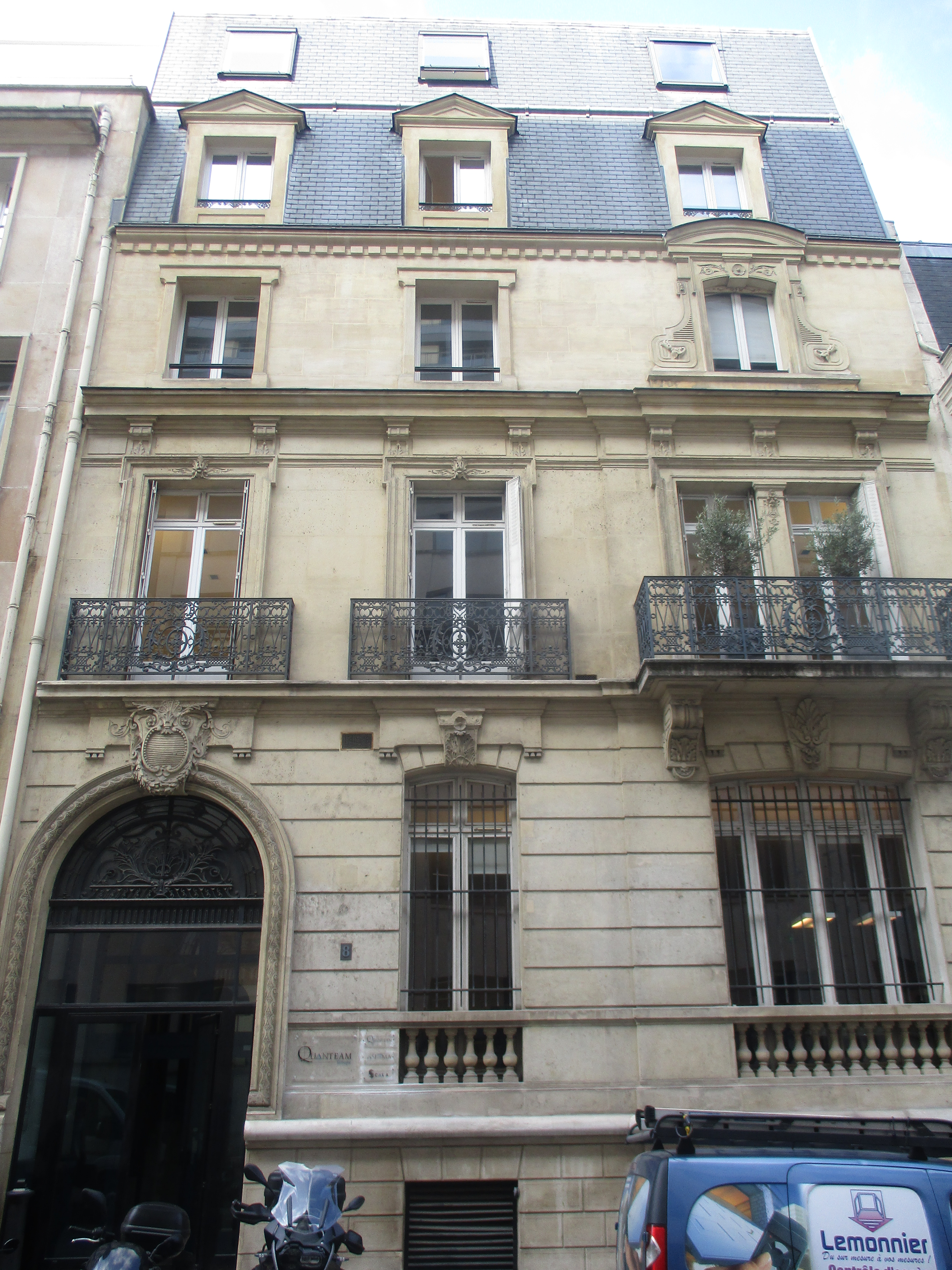
No 8 : hôtel particulier Hériot.

## Sources
- Félix de Rochegude, Promenades dans toutes les rues de Paris : VIIIe arrondissement, Paris, Hachette, 1910 (lire en ligne).